# Steinbeis-Stiftung
Die Steinbeis-Stiftung für Wirtschaftsförderung ist Dach eines Verbundes, der im Wissens- und Technologietransfer aktiv ist. Verantwortlich für alle wirtschaftlichen Aktivitäten ist das Tochterunternehmen Steinbeis GmbH & Co. KG für Technologietransfer.
Namensgeber der Stiftung ist Ferdinand von Steinbeis (1807–1893), der als württembergischer Wirtschaftspolitiker die Grundlage der dualen Ausbildung in Mittelstandsbetrieben schuf.

## Geschichte

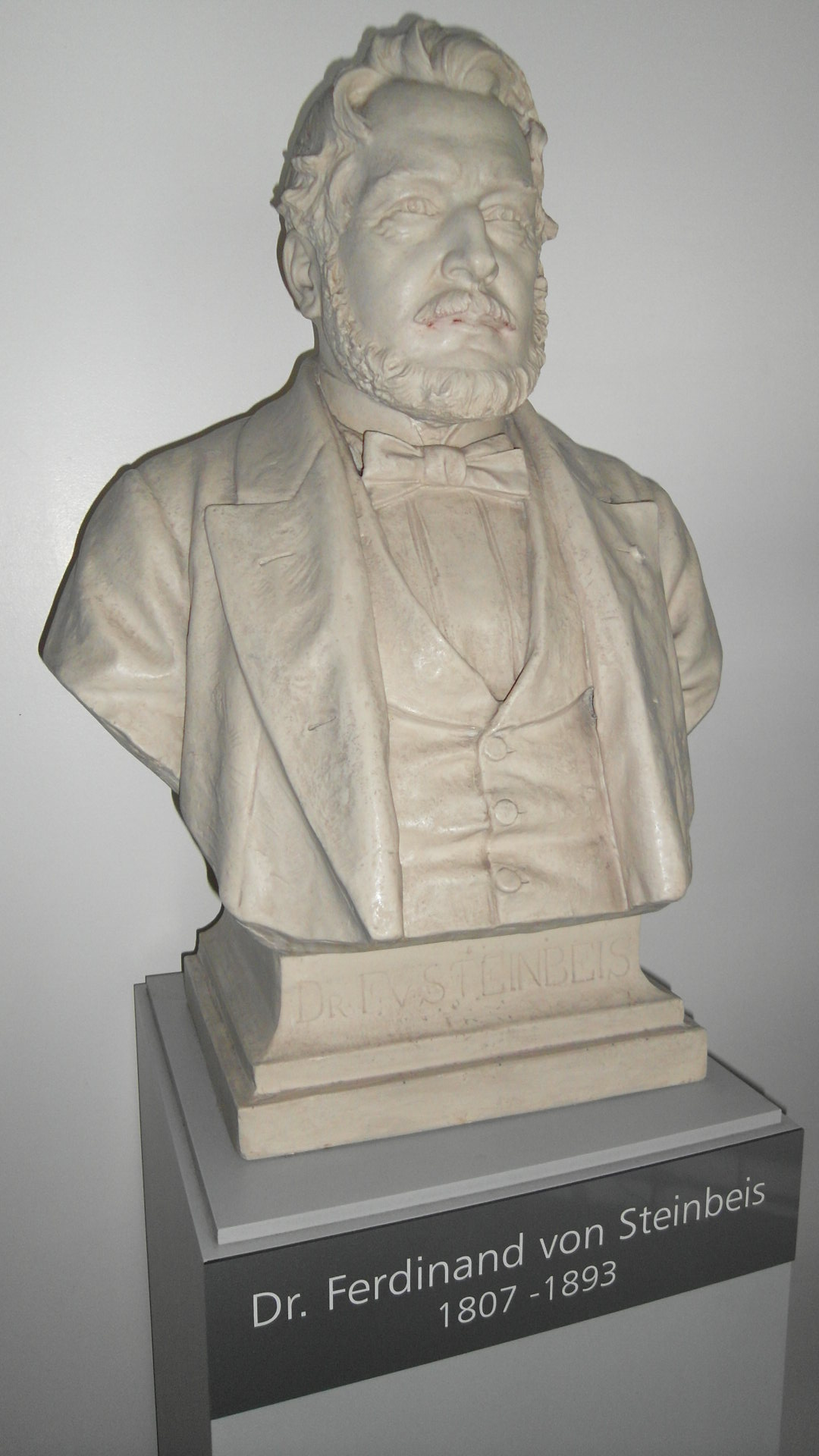
Büste des Ferdinand von Steinbeis im Eingangsbereich der Steinbeis-Hochschule (2015)

Zu Ehren Ferdinand von Steinbeis gründeten württembergische Industrielle 1868 die erste Steinbeis-Stiftung, um die gewerbliche Ausbildung von Jugendlichen zu fördern. Die Stiftung verlor ihr Vermögen während der Inflation 1923 und löste sich auf. 1971 wurde sie als Stiftung bürgerlichen Rechts in Stuttgart neu gegründet und bot damit das organisatorische Dach für die Technischen Beratungsdienste (TBD), die Vorläufer der heutigen Steinbeis-Unternehmen. Bis 1982 wurden 16 TBD von Professoren an baden-württembergischen Fachhochschulen, den Vorgängern der heutigen Hochschulen für Angewandte Wissenschaften Baden-Württemberg, gegründet.
Der frühere baden-württembergische Ministerpräsident Lothar Späth ernannte 1983 Johann Löhn, Rektor der Fachhochschule Furtwangen und Vorsitzender des Arbeitskreises Technologietransfer in der Forschungskommission des Landes, zum ersten Regierungsbeauftragten für Technologietransfer. In dieser Funktion unterstützte Löhn die Landesregierung bis 2006 bei der Förderung der mittelständischen Wirtschaft. Zeitgleich übernahm Löhn in Personalunion den hauptamtlichen Vorstandsvorsitz der von ihm neu gestalteten Steinbeis-Stiftung. Als ehrenamtliche Stellvertreter wurden Reinhard Merkle und Walter W. Weiss benannt. Unterstützt und begleitet wird die Stiftung bis heute von einem Kuratorium, dem zunächst Hans-Joachim Förster vorstand.
Ab 1984 entstanden neben den bestehenden Technischen Beratungsdiensten an Fachhochschulen in Baden-Württemberg neue Transferzentren. Während die TBD vor allem beratend und vermittelnd tätig waren, wurden mit den Transferzentren konkrete Projekte umgesetzt.
1986 kehrte die Steinbeis-Stiftung von der Stuttgarter Hospitalstraße räumlich an ihre Ursprünge zurück und bezog Räume im Haus der Wirtschaft Baden-Württemberg in Stuttgart. Bis Dezember 2020 hatte die Steinbeis-Stiftung hier ihren Sitz, seitdem befindet sich die Zentrale des Verbundes in Stuttgart-Hohenheim in der Nähe des Universitäts-Campus.
1991 stellte sich Hans-Joachim Förster nicht mehr zur Wahl zum Vorsitzenden des Kuratoriums, seine Nachfolge trat Max Syrbe an, Kuratoriumsmitglied seit 1983 und damaliger Präsident der Fraunhofer-Gesellschaft.
Ab 1995 wurden auch Steinbeis-Transferzentren an Universitäten in Baden-Württemberg gegründet, außerdem entstanden sogenannte „freie“ Zentren außerhalb von Wissens- und Forschungseinrichtungen.
1998 wurde die Steinbeis GmbH & Co. KG gegründet, um die wirtschaftlichen Aktivitäten organisatorisch von den Aufgaben der Stiftung zu trennen. In dasselbe Jahr fällt die Gründung und staatliche Anerkennung der privaten Steinbeis-Hochschule in Berlin. Erster Präsident wurde Johann Löhn, der das Amt bis September 2018 innehatte.
2003 gründete die Steinbeis-Stiftung mit der Steinbeis-Edition einen Verlag, der Publikationen von Mitarbeitern aus dem Steinbeis-Verbund veröffentlicht.
2004 übergab Johann Löhn den Vorstandsvorsitz. Heinz Trasch, Sylvia Rohr (bis 2007) und Michael Auer bildeten den neuen hauptamtlichen Vorstand der Stiftung und in Personalunion die Geschäftsführung der Steinbeis GmbH & Co.KG für Technologietransfer. Löhn wurde zum Ehrenkurator der Steinbeis-Stiftung ernannt. Seit 2004 vergibt die Stiftung den Transferpreis der Steinbeis-Stiftung – Löhn-Preis, der im Rahmen des Steinbeis-Tags Transferprojekte im wettbewerblichen Wissens- und Technologietransfer zwischen Wissenschaft und Wirtschaft auszeichnen soll.
2012 gab Heinz Trasch den Vorstandsvorsitz und die Geschäftsführung der Steinbeis GmbH & Co. KG für Technologietransfer altersbedingt ab. Die Stiftung wird heute von Michael Auer (Vorsitz) und Manfred Mattulat geleitet, ein Kuratorium legt die Grundsätze der Arbeit der Stiftung fest. 
Die Geschäftsführung der Steinbeis GmbH & Co. KG für Technologietransfer liegt seit April 2025 bei Uwe Haug, Edwin Jettinger, Ralf Lauterwasser, Jörg Schlusen und Sandra Stein.

## Stiftungsauftrag
Laut Satzung ist die Aufgabe der Stiftung, der „Wirtschaft des Landes wissenschaftliche Erkenntnisse […] zur Verfügung zu stellen“, also Wissens- und Technologietransfer zu betreiben.
In drei Foren untersucht Steinbeis Fragestellungen der Themengebiete Competence, Consulting und Engineering. Im Rahmen des Steinbeis-Stiftungsauftrags veranstaltet die Stiftung regelmäßige Tagungen und veröffentlicht Studien zu aktuellen Schwerpunktthemen.
Satzungsgemäß legt das Kuratorium die Grundsätze für die Arbeit der Steinbeis-Stiftung fest. Dem Kuratorium gehören 23 ordentliche und 23 stellvertretende Mitglieder an. Die Mitglieder setzen sich aus Repräsentanten aus Wirtschaft, Wissenschaft, Politik und Verwaltung zusammen. Der Vorsitzende des Kuratoriums und sechs Stellvertreter bilden den Kuratoriumsausschuss.

## Verbund
Den Steinbeis-Verbund bilden die sogenannten Steinbeis-Unternehmen, über die der transferunternehmerische Wissens- und Technologietransfer erfolgt. Zum Steinbeis-Verbund gehörten 2024 1.037 Steinbeis-Unternehmen (Steinbeis-Transferzentren, -Beratungszentren, -Forschungs- und Innovationszentren, -Transfer-Institute und GmbHs), die in den Dienstleistungsbereichen Beratung und Expertisen, Forschung und Entwicklung sowie Aus- und Weiterbildung tätig sind. Des Weiteren gehören Franchise-Unternehmen und Minderheitsbeteiligungen zum Steinbeis-Verbund. Die Steinbeis-Hochschule bietet Qualifizierungen auf Basis des Projekt-Kompetenz-Konzeptes in berufsintegrierten und praxisorientierten Studiengängen mit staatlich anerkannten Abschlüssen an und forscht an anwendungsbezogenen Problemstellungen.

## Umsatz
Mit den Dienstleistungen Forschung und Entwicklung, Beratung und Expertisen sowie Aus- und Weiterbildung haben die Steinbeis-Unternehmen 2023 einen Umsatz von 163,2 Millionen Euro erzielt.

## Mitarbeiter
Die Steinbeis-Unternehmer arbeiteten 2023 mit 1.840 Angestellten und 2.345 freien Mitarbeitern zusammen. Insgesamt 568 Professoren waren 2023 in den Steinbeis-Unternehmen tätig.